# Taonga
Taonga ja maorský výraz pro fyzický majetek nebo mentální koncept, který je pro Maory materiálně, sociálně, emočně nebo kulturně vysoce ceněn. Taonga se často překládá jako „poklad“ či „posvátný klenot“. Může to být starožitnost (např. kamenná zbraň předků), půda, loviště, druh zvířat nebo přístup k přírodním zdrojům jako jsou řeky nebo pobřeží oceánu.
Výraz taonga je na Novém Zélandu předmětem poměrně vášnivých debat s významnými ekonomickými, sociálními a politickými dopady. Slovo taonga je totiž klíčové pro interpretaci Smlouvy z Waitangi, zakládajícího dokumentu Nového Zélandu. V anglické verzi smlouvy se píše, že Maorové mají „plné výhradní“ a „ničím nerušené“ právo na svou půdu, lesy a další majetky. V maorské verzi dokumentu byl výraz další majetky nahrazeny výrazem taonga.
Výraz taonga má i četná legislativní ukotvení. Např. v zákoně Vyrovnání pohledávek mezi Britskou korunou a kmenem Ngāi Tahu z roku 1998 byly za taonga definovány desítky druhů rostlin, ptáků, ryb, mořských savců a měkkýšů, kterým se ze strany britské koruny dostává zvláštní ochrany.